# Ninox sumbaensis
Ninox sumbaensis là một loài chim trong họ Strigidae.